# Jadiel
Ramón Alberto González Adams (Ponce, Puerto Rico, 22 de diciembre de 1985-Rochester, Nueva York, 10 de mayo de 2014), más conocido por su nombre artistíco Jadiel, fue un cantante y compositor puertorriqueño de reguetón. En mayo de 2014, murió en un accidente en Rochester, Nueva York.

## Biografía
A temprana edad, comenzó a mostrar interés por la música y comenzó a componer sus canciones a los 8 años. A medida que crecía comenzó a mejorar en la creación de sus canciones, ya los 20 años comenzó su carrera en el reguetón. Siempre le gustó experimentar con los diferentes tipos de melodías y trató de hacer que todas sus canciones fueran especiales y únicas.

## Carrera musical

### 2006–2009: Inicios musicales
Debutó en 2006 con la canción «No me voy a olvidar de ti» para la producción Millennium, pero ganaría reconocimiento con su participación en el disco Los Titeretes con la canción «Si pudiera volver» con Wibal & Alex, durante 2007, participó en el álbum Sobrenatural de Alexis & Fido y en el álbum It's My Time de Tito El Bambino, en esta última con la canción «Sol, playa y arena», además de colaborar con La Sista para la producción Rompecorazones: Teorías del amor con la canción «Se desvive por ella», la cual alcanzó la posición #23 en el Latin Rhythm Airplay de la revista Billboard.
Lanzó su primer álbum de estudio titulado Lo mejor de mí en 2008, el cual se posicionó en el puesto #16 del Latin Rhythm Albums, el sencillo «Pretty Girl» perteneciente a este álbum se logró ubicar en el puesto #7 en el Latin Rhythm Airplay. Ese mismo año, publicó el sencillo «Fashion Girl», el cual logró posicionarse en el puesto #15 en el Latin Rhythm Airplay, durante 2009, publicó el sencillo «Princesa», además de colaborar en el remix de «La nena del caserío» de Wibal & Alex y en la canción «Chulería en pote» de Farruko, la cual fue incluida en el álbum El talento del bloque del próximo año.

### 2010–2013: Colaboraciones
En 2010, se lo vería colaborando en diferentes producciones como Drama Queen de Ivy Queen con la canción «Amor a primera vista» o lanzando el sencillo «Lloras por mí» con Guido G para la producción Real Pauta 2 de la página IPAUTA. Durante 2011, publicó el sencillo «Amor para ti», el cual alcanzó la posición #24 en el Latin Rhythm Airplay de Billboard.
En 2012, lanzó el sencillo «Me descontrolo» para la producción El Imperio Nazza: The Mixtape y el sencillo «Ahora te vas» para la producción El Imperio Nazza: Gold Edition, ambas de Musicólogo & Menes. Publicó el sencillo «Tú ángel» en 2013, el cual sería parte de su segundo álbum de estudio titulado El Tsunami, mismo que venia siendo anunciando desde 2010 pero dicho álbum nunca salió.

### 2014–2018: Tsunami Forever
Durante los siguientes años, la familia del cantante publicaría las canciones grabadas antes de su muerte, en su mayoría, canciones que fueron incluidas en el último proyecto del cantante titulado Tsunami Is Back, lanzado el 14 de febrero de 2017, casi tres años después de su muerte. A finales de ese año, los cantantes Wibal & Alex lanzaron «Nunca te vayas» con Jadiel como una canción inédita y en 2018, la familia del cantante publicó el sencillo «Ahí eh» junto a Watxon, este sería el último lanzamiento póstumo del cantante hasta la fecha.

## Controversias
En 2010, empezó a tener conflictos con diferentes artistas porque se lo relacionaba con un personaje llamado Pistoko, que se dedicaba a confesar ciertas cosas personales de cantantes del género urbano, aunque posteriormente se confirmaría que no tenían relación ya que dicho personaje siguió activo durante finales de la década, a pesar de esto, el cantante publicó el sencillo «El ratón del queso» con John Jay donde explicaba su pensar sobre las falsas amistades y sobre las falsas acusaciones, no obstante, también tuvo conflictos con Don Omar ese mismo año, donde presuntamente Jadiel se negó a tomarse una foto con un niño, esto hizo que Jadiel terminara lanzando una burla.

## Muerte
El 10 de mayo de 2014, Jadiel viajaba en su motocicleta nueva con su hermano Miguelón, el cual viajaba a su lado en otra motocicleta. Según palabras de este, ambos salieron en moto a comprar unas piezas para ambos vehículos, incluyendo un casco de un modelo particular, y de ahí, partirían hacia una barbería para acicalarse para el evento que tenía programado el reguetonero.
Viajaban hacia el este por la Ruta 104 frente a Maplewood Park, hasta que el cantante perdió el control de su motocicleta y cruzó accidentalmente la mediana que separaba ambos lados de la autopista. Aunque logró llegar a tiempo al hospital, pese a los intentos, fue declarado muerto en el Strong Memorial Hospital alrededor de las 5:00 p. m.
Jadiel fue sepultado en su natal Ponce.

## Legado
Su muerte fue llorada por la comunidad de reguetón en Puerto Rico. Varios artistas de reggaeton se juntaron e hicieron una canción de 22 minutos en su honor. La canción presenta a varios artistas conocidos, incluidos Nicky Jam, Zion & Lennox, Farruko, entre otros. Así mismo, cantantes como Kenai, Optimus, Angel Noise, Jeydi, entre otros, posteriormente dedicaron homenajes propios.

## Discografía
Álbumes de estudio
- 2008: Lo mejor de mí

Álbumes póstumos
- 2017: Tsunami Is Back